# Lousios
De Lousios (Grieks: Λούσιος) is een kleine maar spectaculaire Griekse rivier in het onherbergzame binnenland van de Peloponnesos. Hij is ongeveer 23 km lang, ontspringt op een hoogte van 1000 m in de buurt van het dorp Karkaloú, en mondt ± 820 m lager uit in de Álfios, 4 km ten noordwesten van Karýtena.

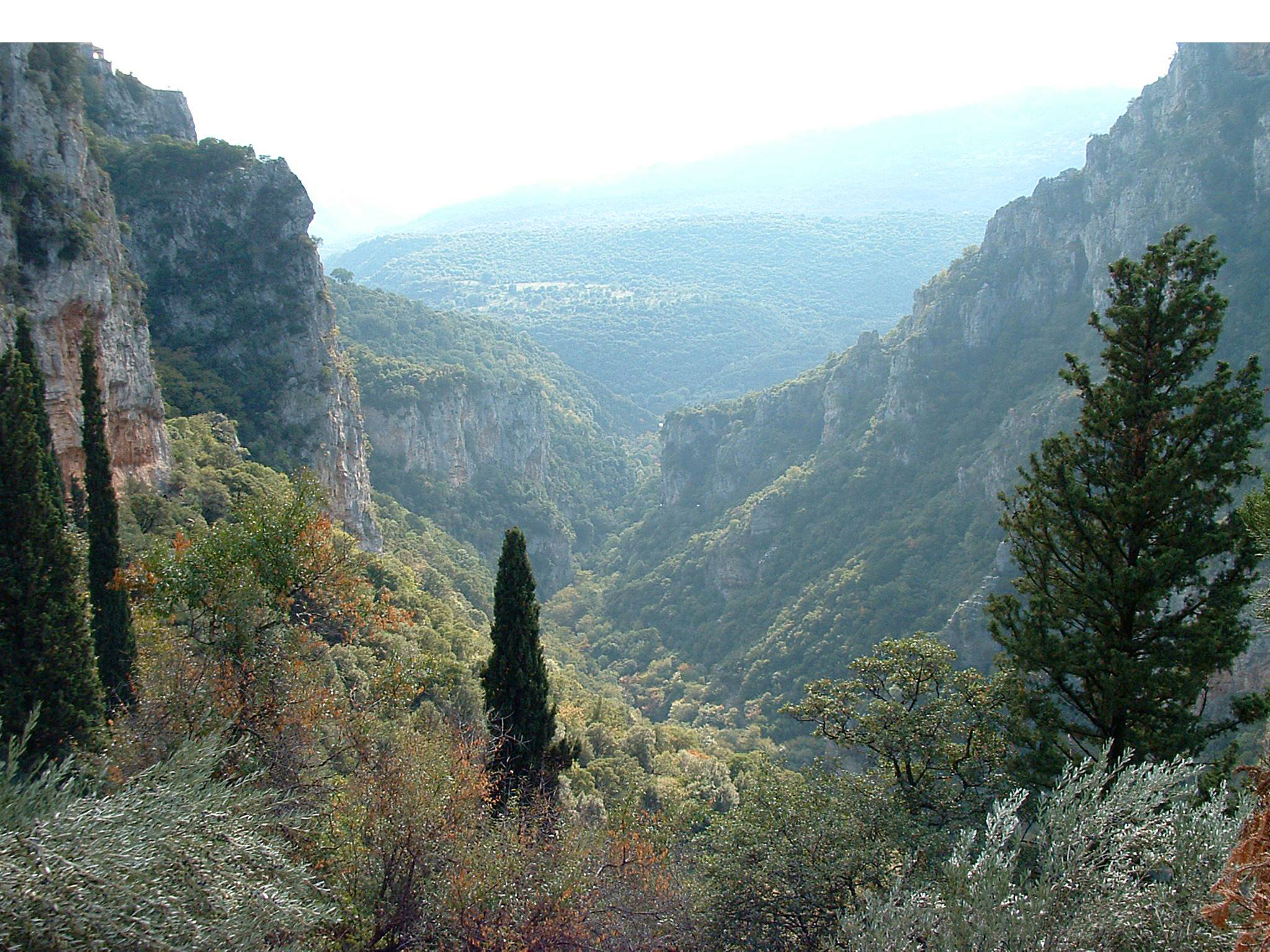
De Lousios-kloof (in de richting van Karýtena) ...

Hoewel hij slechts een zijrivier van de Álfios is, heeft hij in zijn bovenloop een indrukwekkende kloof uitgesleten. Deze Lousios-kloof is 5 km lang en bijna 300 m diep in het smalste en meest spectaculaire gedeelte. Op de steile kliffen langs de beboste oevers staan verschillende middeleeuwse kloosters en kerken. Vanwege zijn afgelegen ligging in het hart van de Peloponnesos was de Lousios-streek een bolwerk van verzetsstrijders tijdens de Griekse Onafhankelijkheidsoorlog.
Recent werden de toeristische en sportieve troeven van de rivier ontdekt: er werden gemarkeerde wandelroutes uitgezet die verschillende bezienswaardigheden met elkaar verbinden, en er is bijna het gehele jaar mogelijkheid tot rafting, canyoning en kajakken.

## Steden in de Lousios-streek
De schilderachtige stadjes Dimitsána en Stemnítsa op de oostelijke oever van de kloof zijn interessante uitvalsbases voor tochten door de streek.
- Dimitsána (Grieks Δημητσάνα) ligt op de plek van de antieke stad Teuthis. Het moderne Dimitsana valt op door zijn schilderachtige steegjes met soms wel vijf verdiepingen hoge archondiká (= herenhuizen). Bezienswaardig zijn het Museum voor Volkskunde en de gemeentelijke Bibliotheek (met enkele zeldzame en unieke werken).
- Stemnítsa ligt ongeveer op de plek van de antieke stad Ypsous, iets meer ten oosten van de Lousios. Het is een schilderachtig historisch stadje.

## Kloosters in de Lousios-kloof

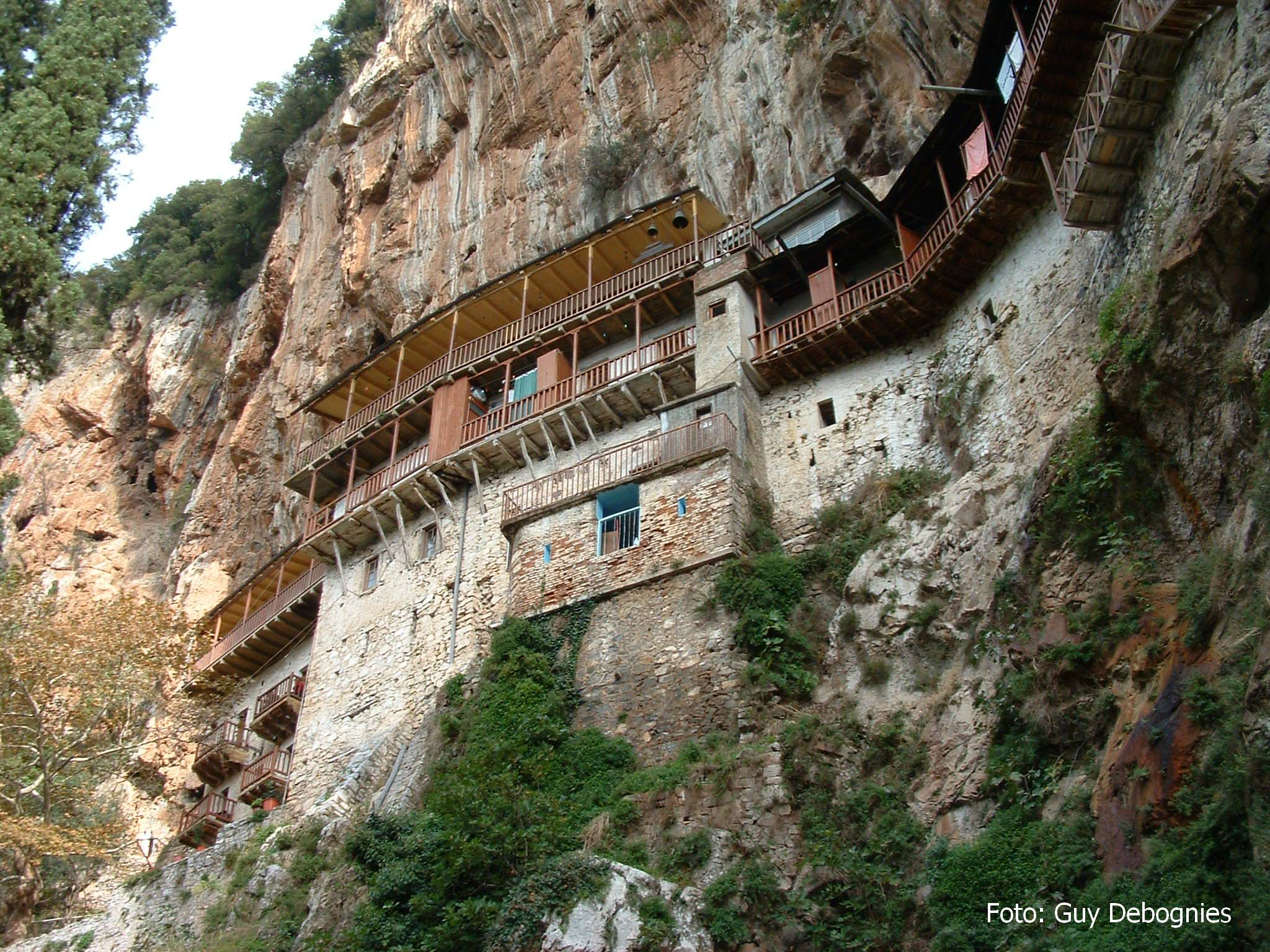
Het klooster Prodromou ...

- het (nonnen)klooster Aimyalon (Moní tis Panagías ton Aimyalón) werd gesticht in 1605
- het klooster van de Filosoof (Moní Philosóphou) werd gesticht in 963 en is het oudste klooster in het gebied (nu een ruïne); in de 17e eeuw werd 500 m hogerop echter een nieuwe vestiging gebouwd (Moní Néa Filiosófou)
- het klooster van de Pródromos (Moní timíou Prodrómou) is het meest spectaculair gelegen; het werd tegen de steile rotswand aan gebouwd.